# Львица (корвет)
«Львица» — 26-пушечный парусный корвет Балтийского флота Российской империи.

## Описание корвета
Парусный корвет. Длина судна составляла 39,6 метра, ширина 9,6 метра, а глубина интрюма — 3,2 метра. Вооружение судна состояло из двадцати шести 18-фунтовых карронад.

## История службы
28 января 1829 года линейный корабль «Царь Константин» под командованием капитана 1-го ранга И. Н. Бутакова во время крейсерства у острова Кандия захватил египетские 14-пушечный бриг и 26-пушечный корвет «Львица». Оба судна вошли в состав Российского флота, при этом бриг был переименован в «Кандию», а корвет сохранил своё прежнее название — «Львица». Командиром «Львицы» был назначен лейтенант Л. Л. Гейден.
В 1829 году ушел в Тулон для ремонта. В начале 1830 года присоединился к эскадре контр-адмирала П. И. Рикорда, находившейся у Пороса. В мае был отправлен к Кандии для предотвращения возможных столкновений между турками и греками, после чего взял курс на Кронштадт, куда прибыл к 6 сентября 1830 года.
В 1831 году сопровождал по пути в Плимут линейный корабль «Кульм», с великой княгиней Еленой Павловной на борту. Выходил в практические плавания в Финский залив и Балтийское море в 1832—1834, 1836—1838, 1840—1842, 1844, 1845, 1847 и 1848 годах.
В июле 1835 года в составе эскадры вице-адмирала П. И. Рикорда принял участие в переброске отряда Гвардейского корпуса из Кронштадта в Данциг, а в сентябре доставил его обратно. 
В 1844 году получил повреждения, сев в финских шхерах на камни. В том же году затонул при килевании в Або. В следующем году был поднят, а в 1846—1847 годах подвергся тимберовке в Кронштадте.
C 1848 года находился в Кронштадтском порту. По одним данным был разобран, по другим затоплен в 1855 году к северу от острова Котлин для заграждения Северного фарватера.

## Командиры корвета

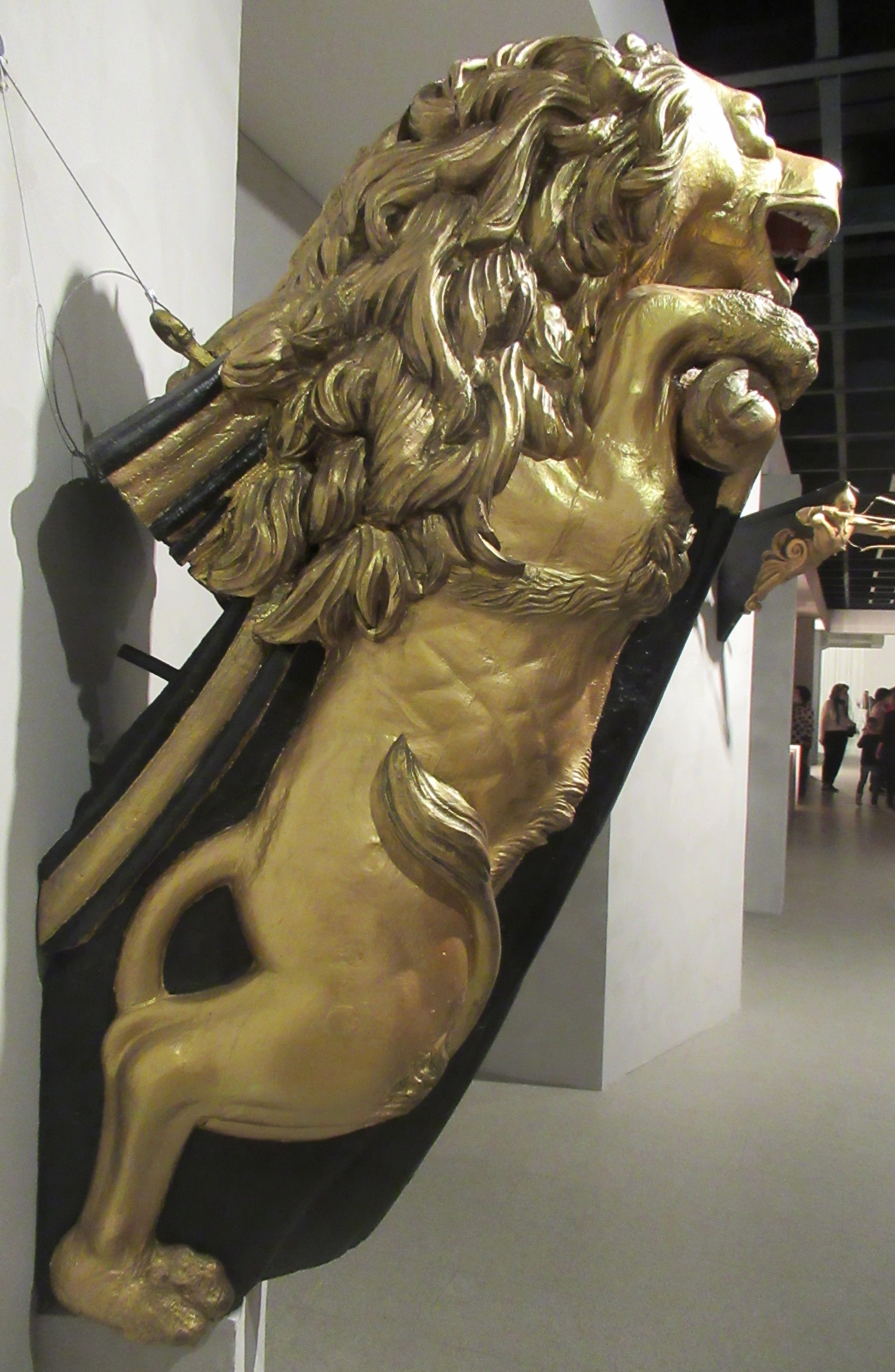
Неизвестный скульптор. Носовое украшение «Львица», Центральный военно-морской музей. У фигуры могло быть вертикальное крепление, что нетипично для русского корабельного декора. По одной из версий, принадлежала турецкому трофейному кораблю — 26-пушечному корвету «Львица». Корабль вошел в состав российского флота в 1829—1830, сохранив прежнее название. В архивных документах не удалось найти указаний на точное время поступления этой фигуры в музей.

Командирами корвета «Львица» в разное время служили:
- граф Л. Л. Гейден (1829—1831 годы).
- П. Ф. фон Моллер (1832 год).
- А. К. Леонтович (1833—1834 годы).
- А. Л. Юнкер (1835—1836 годы).
- А. С. Дешаплет (1837—1838 годы).
- А. Е. фон Фриш (1840 и 1845 годы).
- В. А. Васильев 3-й (1842 год).
- В. Ф. Ирецкий (1844 год).
- С. А. Баранов (1847—1848 годы)[5].